# Квандо Кубанго
Квандо Кубанго (порт. Cuando Cubango), једна је од 18 покрајина у Републици Ангола. Покрајина се налази у југоисточном делу земље, без излаза на Атлантски океан и граничи се са Замбијом на истоку и Намибијом на југу.
Покрајина Квандо Кубанго покрива укупну површину од 199.049 km² и има 510.369 становника (подаци из 2014. године). Највећи град и административни центар покрајине је град Менонгве.